# 達基烏
達基烏，是台灣卑南族南王部落阿拉西斯（Arasis）氏族的一位傳說人物，因為偷竊成性，遭到族人放逐，後來設法回到部落後，創立了海祭。

## 身世
達基烏是Arasis氏族神話中三位竹生始祖之一，他的哥哥包迪布爾（Pawtipel）和姊姊阿瑪娜（Amana）結為夫妻，並且生下他的兩個姪子固拉杜（Kuladuy，男）和雅姆蓋（Yamugay，女），而神話中創造卑南溪的篤辜畢斯則是他的姪外孫；另外，sa'payan氏族也視其為祖先之一。

## 傳說

### 背景
原本阿拉西斯氏族住在卑南溪畔，但在包迪布爾死後，麥達帶（maydatar，南王部落舊址，位於今臺東縣臺東市，台東車站附近）的卑南族人邀請他們遷往那裡，阿拉西斯氏族因此正式併入了南王部落，並且獲得了當地南方的領土。

### 偷竊
由於達基烏很喜歡吃年糕，因此他經常在其他族人舂米製作年糕的時候，對著他們大喊失火的求救聲或其他奇怪的聲音，等那些族人為了查明情況而離開時，他就趁機把年糕偷走吃掉。他的行為不僅讓族人飽受困擾，連他的家族也因為這些事情而感到相當羞恥，最後固拉杜決定想辦法把他流放。

### 流放
神話中，當時台灣本島的海邊有一顆相當大的榕樹，它的樹根一直延伸到綠島，而卑南族人經常以那個樹根作為橋梁往返兩地。固拉杜便假裝說要和達基烏去綠島打獵，並且在打獵過程中找藉口說要暫時離開後，趁機順著樹根跑回台灣本島，再把樹根給砍斷、把他留在那裡。達基烏發現情況不對的時候，橋梁早已經消失了，他沒辦法回到台灣。

### 回到部落
被丟在綠島的達基烏沒辦法回去，只能待在那裡直到天黑，而他的遭遇受到Ruwaruwad和Rubanban兩位神靈的憐憫，因此派出一條叫做巴勞斯（Balauis/Barauis）的魚（一說海龜）把他送回去。巴勞斯在啟程前還特別吩咐達基烏當自己在海中游泳時要憋好氣，如果沒氣時就拉自己的腮，牠會浮上水面讓牠換氣，達基烏在換氣三次後順利回到了部落。而在抵達海岸的時候，巴勞斯以魚尾將他拋回海灘上，使他滾了好幾圈，因此又被稱為「滾」。

### 創建海祭
把達基烏送回部落後，巴勞斯吩咐他每年在小米收成後，要在海邊向Ruwaruwad和Rubanban二神（一說是自己）祭祀。一開始達基烏向族人轉達這件事時，沒有人相信他，結果造成了三年的旱災，最後在巫師以儀式詢問神靈的意思後，才明白他說的是真的，並且開始每年進行海祭。

## 現代研究
關於上述神話中連接台灣和綠島兩地的橋樑，除了樹根之外，還有地洞和吊橋的說法，而橋樑在台灣的起點也有杉原（位於今台東縣卑南鄉）、加路蘭（位於今台東縣台東市）、巴巴都蘭（babatulan，卑南遺址附近）等不同的版本。有研究者根據那些地方都有重要的考古遺址發現、以及有些地方就算當地沒有石板棺的材料仍發現極富卑南文化特質的石板棺、甚至連綠島也有等特徵，推斷遠古時期綠島和台東沿海一帶有相當興盛的海運系統。